# Malicorne (banda)

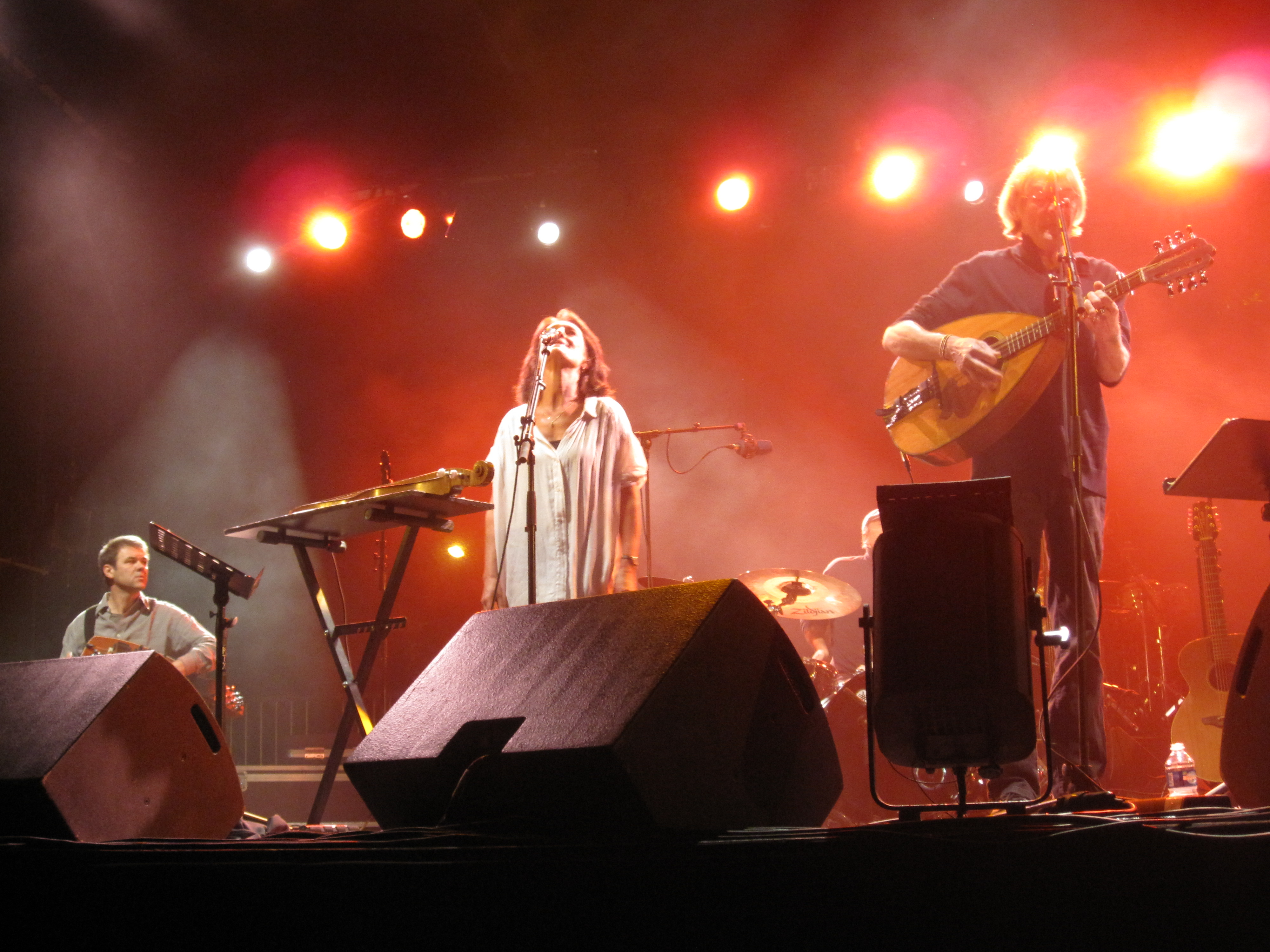
Actuación de septiembre del 2012 en Château-Thierry.

Malicorne fue un grupo de folk-rock francés en activo desde 1974 hasta 1986.

## Época tradicionalista
Gabriel y Marie Yacoub fundaron Malicorne en 1974. Tomaron el nombre de una ciudad francesa homónima, famosa por su porcelana. Como varios de sus álbumes se titulan sencillamente Malicorne, los aficionados suelen numerarlos, aunque no aparece número alguno en la portada. En su primer disco, la formación incluye al matrimonio Yacoub, Laurent Vercambre y Hughes de Courson.
La combinación de guitarra eléctrica, violín, dulcimer, bouzouki y una vocalista femenina recuerda inmediatamente a Steeleye Span, su equivalente inglés, lo que los sitúa en el género del folk-rock. Los cuatro instrumentistas dominaban doce instrumentos. Sus primeros cuatro discos consisten básicamente en canciones tradicionales francesas, más una o dos canciones de Gabriel Yacoub y uno o dos instrumentales por álbum. Como Steeleye Span, ocasionalmente cantan armonías vocales a capela. En Malicorne 4 se les une Olivier Zdrzalik, que aporta bajo, percusión y voces. El diseño de las portadas, con dibujos exuberantes de elfos y dragones, las ha convertido en piezas de coleccionista.

## Época experimental
L'Extraordinaire Tour de France d'Adelard Rousseau (1978) es un disco conceptual, que toma como referencia los viajes de un artesano a través de Francia, que tienen su correlato en una exploración interior. Es quizá el más atractivo de sus discos, con préstamos de la música gótica y el rock progresivo. Tanto este disco como el siguiente, Le Bestiaire, contienen sobre todo canciones de Gabriel, con algunas composiciones de Zdrzalik y de Courson. La gama de sonidos es muy amplia, y el grupo obtiene eco fuera del mundo francófono. En la actualidad, cuentan aún con seguidores fieles, aunque sus discos hayan permanecido descatalogados durante muchos años. Algunas secciones evocan claramente la música clásica, pero aparecen también elementos de música electrónica y gaitas.

## Exceso y declive
La banda llega a tener 12 miembros, incluyendo en un momento determinado a Brian Gulland, del grupo inglés Gryphon. Su éxito comercial les lleva a flirtear con el pop. Balançoire En Feu (1981) supone un chasco para muchos seguidores del grupo. Les Cathédrales de L'Industrie (1986) se abre con un tema épico de folk-rock. Uno de los otros temas, Big Science 1-2-3, recuerda a Peter Gabriel, Laurie Anderson o Gary Numan. Poco después, el grupo se disuelve.

## Giras
Tras labrarse una reputación en Francia, Malicorne realizó una gira por la Canadá francófona. El disco En Public (1978), grabado en vivo en Montreal, deja claro que no eran sólo un grupo de estudio. Tocaron en más de 800 locales en América, Canadá y Europa, pero nunca en Inglaterra. Hasta 1990, Gabriel y Marie no pusieron un pie en este país, con ocasión de un concierto poco publicitado en Londres. Todas las canciones del grupo están en francés, con excepción de unas pocas palabras en inglés en su último disco. Gabriel y Marie siguen en activo. Durante muchos años ha resultado difícil encontrar los discos del grupo. Los recopilatorios Quintessence, Legende y Vox dan idea de la riqueza de sus grabaciones. En 2005 se publicó un recopilatorio de las canciones de Malicorne cantadas por Marie, Marie de Malicorne.

## Discografía
- Malicorne 1 (aka "Colin") (1974)
- Malicorne 2, Le Mariage anglais (1975)
- Almanach (1976)
- Malicorne 4 (1977)
- L'extraordinaire tour de France d'Adelard Rousseau (1978)
- En public (1978)
- Le bestiaire (1979)
- Balançoire en feu (1981)
- Les cathédrales de l'industrie (1986)